# Albuñán
Albuñán est une municipalité espagnole de la province de Grenade de la Communauté autonome d'Andalousie.

## Démographie
| 1991 | 1996 | 2001 | 2004 | 2007 |
| ---- | ---- | ---- | ---- | ---- |
| 491  | 509  | 449  | 458  | 411  |

## Communes limitrophes
|                      | Guadix  | Alcudia De Guadix |
| Cogollos de Guadix   | Albuñán |                   |
| Jérez del Marquesado |         |                   |

## Personnalités liées à la commune
- Mario Gómez attaquant du Vfb Stuttgart et international Allemand est le fils d'un immigrant de Albuñán